# Albert Heaton
Albert Heaton, (Toronto, 15 de març de 1915 - ?) fou un ciclista canadenc, que es va especialitzar en les curses de sis dies.

## Palmarès
- 1936
  - 1r als Sis dies d'Ottawa (amb Robert Walthour Jr i Roy McDonald)